# 1984년 하계 올림픽 싱크로나이즈
1984년 하계 올림픽 싱크로나이즈 경기는 1984년 8월 6일부터 8월 12일까지 미국 로스앤젤레스에서 열렸다. 싱크로나이즈가 이 대회에서 올림픽 종목으로 처음 채택되었다.

## 메달 집계
| 순위 | 국가         | 금메달 | 은메달 | 동메달 | 합계 |
| ---- | ------------ | ------ | ------ | ------ | ---- |
| 1    | 미국 (USA)   | 2      | 0      | 0      | 2    |
| 2    | 캐나다 (CAN) | 0      | 2      | 0      | 2    |
| 3    | 일본 (JPN)   | 0      | 0      | 2      | 2    |

## 참조
- “올림픽 메달리스트”. 국제 올림픽 위원회. 2006년 11월 22일에 확인함.